# Carbón (Texas)
Carbón es un pueblo ubicado en el condado de Eastland en el estado estadounidense de Texas. En el Censo de 2010 tenía una población de 272 habitantes y una densidad poblacional de 102,56 personas por km².

## Geografía
Carbón se encuentra ubicado en las coordenadas 32°16′6″N 98°49′38″O / 32.26833, -98.82722. Según la Oficina del Censo de los Estados Unidos, Carbón tiene una superficie total de 2.65 km², de la cual 2.65 km² corresponden a tierra firme y (0%) 0 km² es agua.

## Demografía
Según el censo de 2010, había 272 personas residiendo en Carbón. La densidad de población era de 102,56 hab./km². De los 272 habitantes, Carbón estaba compuesto por el 88.97% blancos, el 0.74% eran afroamericanos, el 0% eran amerindios, el 0% eran asiáticos, el 0% eran isleños del Pacífico, el 9.19% eran de otras razas y el 1.1% pertenecían a dos o más razas. Del total de la población el 15.81% eran hispanos o latinos de cualquier raza.